# Genowefa Błaszak
Genowefa Błaszak (* 22. August 1957 in Książ Wielkopolski als Genowefa Nowaczyk) ist eine ehemalige polnische Leichtathletin, die im Sprint und Hürdenlauf an den Start ging. Mit der polnischen 4-mal-400-Meter-Staffel gewann sie zwei Bronzemedaillen bei Europameisterschaften.

## Sportliche Laufbahn
Erste internationale Erfahrungen sammelte Genowefa Błaszak vermutlich im Jahr 1973, als sie bei den Junioreneuropameisterschaften in Duisburg mit 55,37 s im Halbfinale im 400-Meter-Lauf ausschied und mit der polnischen 4-mal-400-Meter-Staffel in 3:37,03 min die Bronzemedaille gewann. Im Jahr darauf schied sie bei den Europameisterschaften in Rom mit 53,34 s in der ersten Runde über 400 Meter aus und belegte mit der Staffel in 3:26,4 min den vierten Platz. 1975 gewann sie bei den Halleneuropameisterschaften in Katowice mit der 4-mal-320-Meter-Staffel in 2:49,6 min gemeinsam mit Zofia Zwolińska, Krystyna Kacperczyk und Danuta Piecyk die Bronzemedaille hinter den Teams aus der Sowjetunion und der Bundesrepublik Deutschland. Im August gelangte sie dann bei den Junioreneuropameisterschaften in Athen mit 53,32 s auf den fünften Platz über 400 Meter. 1978 belegte sie bei den Europameisterschaften in Prag in 57,72 s den achten Platz im 400-Meter-Hürdenlauf und gewann mit der 4-mal-400-Meter-Staffel in 3:26,76 min gemeinsam mit Małgorzata Dunecka, Krystyna Kacperczyk und Irena Szewińska die Bronzemedaille hinter den Teams aus der DDR und der Sowjetunion. 1981 wurde sie beim IAAF World Cup in Rom in 56,20 s Zweite über 400 m Hürden hinter der Ostdeutschen Ellen Fiedler. Im Jahr darauf belegte sie bei den Europameisterschaften in Athen in 56,89 s den achten Platz über 400 m Hürden und gelangte im Staffelbewerb mit 3:29,32 min auf Rang sieben. 1986 belegte sie beim World Cup in Canberra in 57,51 s den siebten Platz im Hürdenlauf und im Jahr darauf belegte sie bei den Goodwill Games in Moskau in 51,52 s den fünften Platz über 400 Meter. Anschließend wurde sie bei den Europameisterschaften in Stuttgart in 54,74 s Fünfte über 400 m Hürden und gewann im Staffelbewerb in 3:24,65 min gemeinsam mit Ewa Kasprzyk, Marzena Wojdecka und Elżbieta Kapusta die Bronzemedaille hinter den Teams aus Ost- und Westdeutschland. 1987 wurde sie bei den Weltmeisterschaften in Rom in der ersten Runde über 400 m Hürden disqualifiziert und im Jahr darauf nahm sie an den Olympischen Sommerspielen in Seoul teil und schied dort mit 56,76 s im Semifinale aus. Daraufhin beendete sie ihre aktive sportliche Karriere im Alter von 31 Jahren.
In den Jahren 1976 und 1982 sowie 1984, 1987 und 1988 wurde Błaszak polnische Meisterin im 400-Meter-Lauf im Freien sowie 1976 und 1981 in der Halle. Zudem wurde sie 1976 und 1981, 1983, 1985 und 1986 sowie 1988 Landesmeisterin im 400-Meter-Hürdenlauf und von 1985 bis 1988 in der 4-mal-400-Meter-Staffel.

## Persönliche Bestleistungen
- 200 Meter: 22,90 s (+0,9 m/s), 19. Juni 1985 in Warschau
- 400 Meter: 50,70 s, 15. August 1986 in Berlin
  - 400 Meter (Halle): 53,58 s, 2. Februar 1984 in Wien
- 400 m Hürden: 54,27 s, 2. Juli 1985 in Stockholm